# Obia
Se denomina obia a una medicina mágica de la práctica winti en Surinam. A veces es una señal de bienvenida, a veces es preciso lavarla o llevarla con uno a modo de fetiche (por ejemplo un cordel alrededor del cuello), a menudo de acuerdo a ciertas reglas e instrucciones.

## Imágenes
Las siguientes son fotografías de obia.

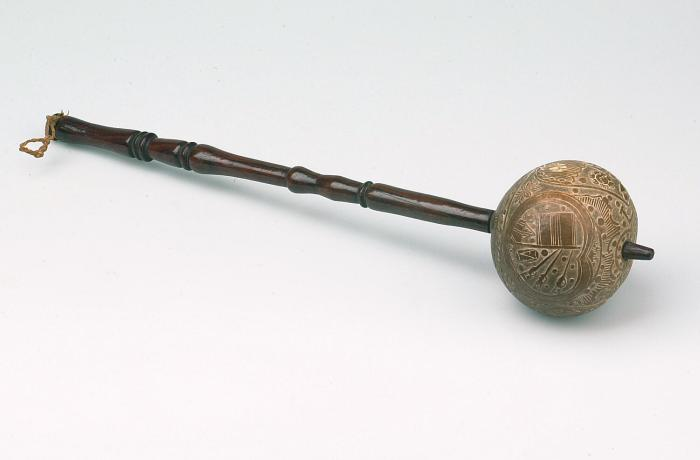
Saka obia Sake-sake.
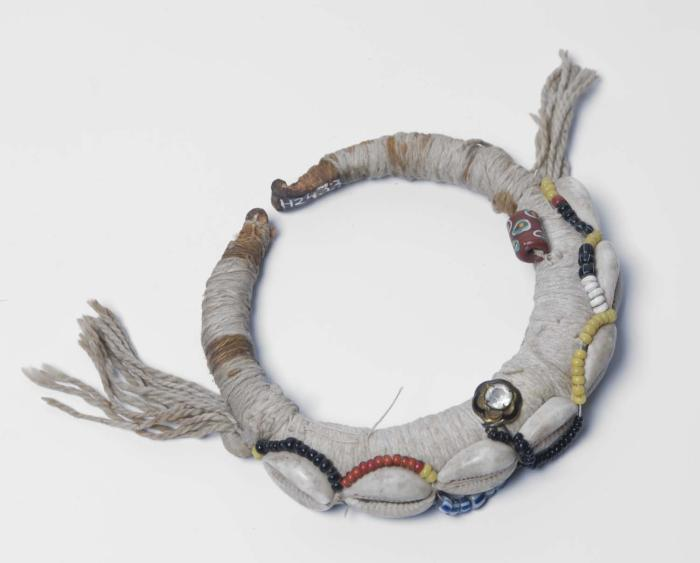
Aro para brazo.
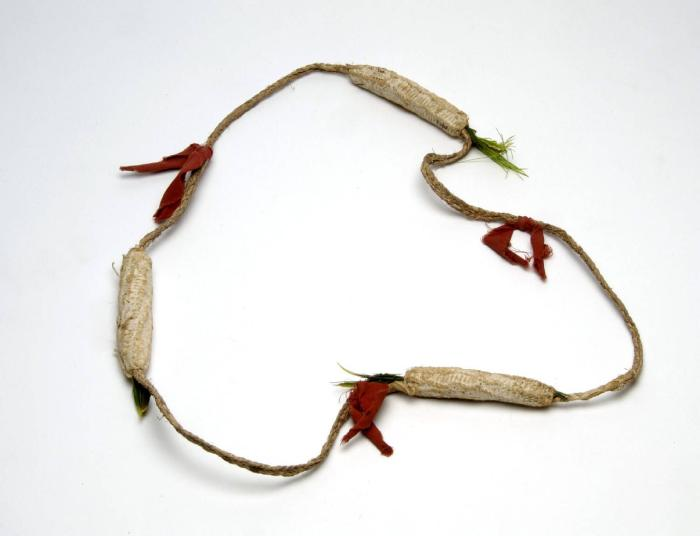
Collar amuleto, portador de fuerzas de protección mágicas.

- Datos: Q2537493